# Oxyde de palladium(II)
L'oxyde de palladium(II) est un composé inorganique de formule PdO. C'est le seul oxyde de palladium bien caractérisé. Il est préparé en traitant le métal avec de l'oxygène. Au-dessus d'environ 900 °C, l'oxyde se transforme en palladium métal et en oxygène gazeux. Il n'est pas attaqué par les acides.

## Structure
La structure du PdO est tétragonale (groupe d'espace P42/mmc) a = 3,044, c = 5,328 Å. Les atomes de Pd sont plan carré, comme prévu pour un ion métallique d8, et les atomes d'oxygène sont approximativement tétraédriques. La distance Pd-Pd la plus proche est de 3,044 Å et se situe presque dans la plage qui peut être considérée comme une distance de liaison.

## Préparation
Le PdO est souvent obtenu sous la forme d'un matériau mal défini, généré pour des applications en tant que catalyseur. L'oxyde de palladium est préparé en chauffant de l'éponge métallique de palladium dans de l'oxygène à 350 °C :
2 Pd + O2 → 2 PdO
L'oxyde est obtenu sous la forme d'une poudre noire. L'oxyde peut également être préparé spécialement pour un usage catalytique en chauffant diversement un mélange de chlorure de palladium(II) et de nitrate de potassium :
2 PdCl2 + 4 KNO3 → 2 PdO + 4 KCl + 4 NO2 + O2 (réaction possible)
ou le produit de la dissolution du palladium dans l'eau régale, suivie de l'ajout de nitrate de sodium à 600 °C,. Une forme hydratée de l'oxyde (qui se dissout dans l'acide) peut être préparée par précipitation à partir d'une solution, par exemple par hydrolyse du nitrate de palladium ou par réaction d'un composé soluble de palladium avec une base forte. L'oxyde brun hydraté se transforme en oxyde noir anhydre à la chaleur. Sa susceptibilité à l'attaque par les acides diminue. L'oxyde brun hydraté se transforme en oxyde noir anhydre à la chaleur. Sa susceptibilité à l'attaque par les acides diminue lorsque la teneur en eau est plus faible.
L'oxyde hydraté, PdO.nH2O, peut être produit sous la forme d'un précipité jaune foncé en ajoutant un alcali à une solution de nitrate de palladium, Pd(NO3)2.

## Applications
Les matériaux appelés oxyde de palladium sont des catalyseurs utiles pour l'hydrogénation catalytique dans la synthèse organique.